# ガリア族 (パプアニューギニア)
ガリア族（ガリアぞく、Garia）は、パプアニューギニアに住むメラネシア系の少数民族。

## 居住地
ニューギニアのマダン地区のラム川とナル川（Naru）に挟まれた、高くはないが地勢が険しい丘陵地帯に住んでいる。

## 生活
経済基盤は輪作農業で、タロイモが主要作物。
1920年代に部族の伝統生活がほとんど崩壊してから、村々に分かれて暮らすようになった。男子は自分の家族と離れて、別の家で寝る。